# Molinete (revista de Dulma)
Molinete fue una revista infantil española, publicada a partir de 1956 por Editorial Dulma, con un formato de 26 x 19 cm.

## Características
Al igual que Trampolín (1948-1959), Molinete era editado por una orden religiosa, en este caso, la Institución Teresiana. Ambos se distribuían en colegios y asociaciones afines en lugar de quioscos.
Su contenido era en gran medida formativo. Incluía:
| Años | Números | Título                                     | Guionista          | Dibujante         | Procedencia |
| ---- | ------- | ------------------------------------------ | ------------------ | ----------------- | ----------- |
| 1957 |         | Con Filito y Coque, la vida es el disloque |                    | Ángel de la Torre |             |
| 1957 |         | El Lobo Blanco                             |                    | Iván              |             |
| 1964 |         | Sombramala                                 |                    | Enrique           |             |
| 1971 |         | Sam y la Morsa                             | Miguel Ángel Nieto | Enrique Ventura   | Nueva       |
| 1972 |         | Aventuras de Pipo y Rafi                   |                    | Egu               |             |

## Valoración
Según el investigador Antonio Martín, Molinete fue, junto a Balalín (1957-1959), el principal tebeo confesional o político producido en Madrid durante los años cincuenta. Su calidad le permitió sobrevivir hasta los años setenta.